# AFC Nové Mesto nad Váhom
AFC Nové Mesto nad Váhom là một câu lạc bộ bóng đá Slovakia, đến từ thị trấn Nové Mesto nad Váhom. Câu lạc bộ được thành lập năm 1922.